# Rumex nebroides
Rumex nebroides är en slideväxtart som beskrevs av Francisco Campderá. Rumex nebroides ingår i släktet skräppor, och familjen slideväxter. Inga underarter finns listade i Catalogue of Life.